# Bertram Heribertson
Per Anders Bertram Heribertson, född 11 februari 1955 i Enskede i Stockholm, är en svensk skådespelare.

## Biografi
Heribertson genomgick Calle Flygare Teaterskola på 1970-talet och fortsatte teaterstudierna vid Scenskolan i Göteborg 1981–1984. För den breda publiken är han känd som den hetlevrade och bufflige livsmedelshandlaren och affärsmannen Reine Gustavsson i TV-serien Tre Kronor. Han gjorde samma roll i långfilmen Reine & Mimmi i fjällen! 1997.
På teaterscenen har han framförallt medverkat i farser och komedier, här kan nämnas bland annat Fem i sex på Palladium i Malmö tillsammans med Eva Rydberg och Sven Melander 1999, Stulen kärlek på Lisebergsteatern i Göteborg där han spelade mot bland andra Ulf Dohlsten och Laila Westersund. Han har även jobbat mycket med Thomas Petersson i Dagens Dubbel, Var är Zlatan? och Hotelliggaren i såväl Halmstad och Malmö som Göteborg. Har också spelat allsvensk handboll för IFK Lidingö. 
Bertram Heribertson är buddhist sedan 1992. Han bor i Malmö med sin fru, skådespelerskan Birte Heribertson. Paret har två barn.

## Filmografi[5]
- 1990 – Smash (TV-serie)
- 1994–1997 – Tre Kronor
- 1997 – Reine & Mimmi i fjällen!
- 1998 – Vägskäl (kortfilm)
- 2002 – Den 5:e kvinnan (TV-serie)
- 2002 – In Sweden Everybody Can Swim (kortfilm)
- 2004 – Örnen (TV-serie)
- 2004 – Var är Zlatan?
- 2016 – Jäkelskap i kikar'n
- 2016 – Finaste Familjen (TV-serie)
- 2023 – Banandansen

## Teater

### Roller (ej komplett)
| År   | Roll                          | Produktion                                                | Regi             | Teater                        |
| ---- | ----------------------------- | --------------------------------------------------------- | ---------------- | ----------------------------- |
| 1984 | Kapten                        | Lasse i gatan Lars Forssell                               | Eva Bergman      | Backa teater                  |
| 2001 | Vladimir Butinov              | Dagens dubbel Anders Albien                               | Anders Albien    | Halmstads teater              |
| 2003 | Bengt-Erik "Bengan" Göransson | Var är Zlatan? Anders Albien                              | Anders Albien    | Halmstads Teater              |
| 2005 | Evald Ericsson Blom           | Stulen kärlek Krister Claesson                            | Krister Claesson | Intiman                       |
| 2009 | Percy                         | Sitt still i båten (Don’t Rock The Boat) Robin Hawdon(en) | Dennis Sandin    | Ystads Stående Teatersällskap |
| 2013 | Hertz                         | Rock of Ages Chris D'Arienzo                              | Anders Albien    | Chinateatern                  |
| 2016 | Greve Carl "Calle" Hökenhjelm | Jäkelskap i kikar'n Lars Classon och Jojje Jönsson        | Ulf Dohlsten     | Vallarnas friluftsteater      |